# Jules-Henri Vernoy de Saint-Georges
Jules-Henri Vernoy de Saint-Georges (Parigi, 7 novembre 1799 – Parigi, 23 dicembre 1875) è stato un librettista francese fra i più prolifici del XIX secolo, spesso lavorando in collaborazione con altri scrittori.

## Biografia
Il suo primo lavoro, Saint-Louis ou les deux dîners (1823), è stato un vaudeville scritto in collaborazione con Alexandre Tardif, seguito da una serie di opere e balletti. Nel 1829 divenne direttore dell'Opéra-Comique a Parigi.
Fra i suoi libretti più famosi: il balletto Giselle (scritto in collaborazione con Théophile Gautier) (1841), l'opera L'éclair (1835) per Halévy, l'opera La fille du régiment (con Jean-François Bayard) (1840) per Donizetti e La jolie fille de Perth per Georges Bizet. Quasi tutti i suoi libretti riguardavano il settore dell'opéra comique anche se La reine de Chypre (1841) per Halévy era un grand-opéra.
Saint-Georges scrisse più di settanta lavori con Eugène Scribe ed altri autori. Scrisse inoltre romanzi, compreso Un Mariage de prince.
Saint-Georges fu un conservatore nella sua produzione, inserendo nelle sue opere coincidenze altamente improbabili e svolte finali che tendevano poco alla caratterizzazione convincente. I suoi gusti erano riflessi nella sua affettazione personale del costume del XVIII secolo e della vita quotidiana.

## Opere

### Libretti
- 1825: Le Bourgeois de Reims, opéra-comique in 1 atto, con Constant Ménissier, musica di François-Joseph Fétis;
- 1825:  Louis XII, ou la Route de Reims, opéra-comique in 3 atti, con Joseph-François-Stanislas Maizony de Lauréal, musica di Wolfgang Amadeus Mozart, arrangiata da Crémon e Vergne;[1]
- 1827: L’Artisan, opéra-comique in 1 atto, musica di Jacques Fromental Halévy.
- 1827: Le Roi et le batelier, opéra-comique in 1 atto, musica di Victor Rifaut e Fromental Halévy;
- 1829: Pierre et Catherine, opéra-comique in un atto, musica di Adolphe-Charles Adam;
- 1829: Jenny, opéra-comique in 3 atti, musica di Michele Carafa;
- 1833: Ludovic, dramma lirico in 2 atti, musica di Ferdinand Hérold e di Fromental Halévy;
- 1834: La Sentinelle perdue, opéra-comique in 1 atto, musica di Victor Rifaut;
- 1835: La Marquise, opéra-comique in 1 atto, con Adolphe de Leuven, musica di Adolphe Adam;
- 1835: L'Éclair, opéra-comique in 3 atti, con Eugène de Planard, musica di Fromental Halévy;
- 1836: Le Luthier de Vienne, opéra-comique in 1 atto, con Adolphe de Leuven, musica di Hippolyte Monpou;
- 1836: L'Ambassadrice, opéra-comique in 3 atti, con Eugène Scribe, musica di Daniel Auber;
- 1837: Guise, ou les États de Blois, dramma lirico in 3 atti, con Eugène de Planard, musica di George Onslow;
- 1838: Le Fidèle berger, opéra-comique in 3 atti, con Eugène Scribe, musica di Adolphe Adam;
- 1839: La Gipsy, balletto-pantomimo in 3 atti e 5 quadri, con Joseph Mazilier, musica di François Benoist;
- 1839: Le Planteur, opéra-comique in 2 atti, musica di Hippolyte Monpou;
- 1839: La Reine d'un jour, opéra-comique in 3 atti, con Eugène Scribe, musica di Adolphe Adam;
- 1839: La Symphonie, ou Maître Albert, opéra-comique in 1 atto, musica di Louis Clapisson;
- 1840: La Fille du régiment, opéra-comique in 2 atti, con Jean-François Bayard, musica di Gaetano Donizetti;
- 1840: Zanetta, ou Il ne faut pas jouer con le feu, opéra-comique in 3 atti, con Eugène Scribe, musica di Daniel Auber;
- 1840: L'Opéra à la cour, opéra-comique in 4 parti, con Eugène Scribe, musica di François Adrien Boieldieu e Albert Grisar (che l'ha completata;[2]
- 1840: Le Diable amoureux, balletto-pantomimo in 3 atti e 8 quadri, con Joseph Mazilier, musica di François Benoist e Henri Reber;
- 1841: Les Diamants de la couronne, opéra-comique in 3 atti, con Eugène Scribe, musica di Daniel Auber;
- 1841: Giselle, ou les Wilis, balletto fantastico in 2 atti, con Théophile Gautier e Jean Coralli, musica di Adolphe Adam;
- 1841: L'Aïeule, opéra-comique in 1 atto, musica di François Adrien Boieldieu;[3]
- 1841: La Reine de Chypre, opera in 5 atti, musica di Fromental Halévy;
- 1842: La Jolie Fille de Gand, balletto-pantomimo in 3 atti e 9 quadri, musica di Adolphe Adam;
- 1843: L'Esclave du Camoëns, opéra-comique in 1 atto, musica di Friedrich von Flotow;
- 1844: Cagliostro, opéra-comique in 3 atti, con Eugène Scribe, musica di Adolphe Adam
- 1844: Lady Henriette, ou la Servante de Greenwich, balletto-pantomimo in 3 atti e 9 quadri, con Joseph Mazilier, musica di Friedrich von Flotow, Friedrich Burgmüller e Édouard Deldevez;
- 1844: Le Lazzarone, ou Le bien vient in dormant, opera in 2 atti, musica di Fromental Halévy;
- 1844: Wallace, opéra-comique in 3 atti, musica di Charles-Simon Catel;
- 1846: Les Mousquetaires de la Reine, opéra-comique in 3 atti, musica di Fromental Halévy;
- 1846: L'Âme in peine, opéra-ballet fantastique in 2 atti, musica di Friedrich von Flotow;
- 1848: Le Val d'Andorre, opéra-comique in 3 atti, musica di Fromental Halévy;
- 1849: La Fée aux roses, opéra-comique, féerie in 3 atti, con Eugène Scribe, musica di Fromental Halévy;
- 1849: Le Fanal, opera in 2 atti, musica di Adolphe Adam;
- 1851: La Serafina, ou l'occasion fait le larron, opéra-comique in 1 atto, con Henri Dupin, musica di de Saint-Julien;
- 1851: Le Château de la Barbe-bleue, opéra-comique in 3 atti, musica di Armand Limnander de Nieuwenhove;
- 1852: La Fille de Pharaon, gran balletto in 3 atti e 8 quadri con prologo e epilogo, rappresentata a San Pietroburgo;
- 1852: Le Carillonneur de Bruges, opéra-comique in 3 atti, musica di Albert Grisar;
- 1852: Le Juif errant, opera in 5 atti, con Eugène Scribe, musica di Fromental Halévy;
- 1853: Les Amours du diable, opéra-féerie in 4 atti, 9 quadri, musica di Albert Grisar;
- 1853: Le Nabab, opéra-comique in 3 atti, con Eugène Scribe, musica di Fromental Halévy;
- 1855: Jaguarita l'Indienne, opéra-comique in 3 atti, con de Leuven, musica di Fromental Halévy;
- 1856: Le Corsaire, balletto-pantomimo in 3 atti, da George Gordon Byron, con Joseph Mazilier, musica di Adolphe Adam;
- 1856: Falstaff, opéra comique con de Leuven, musica di Adolphe Adam;
- 1856: La Fanchonnette, opéra-comique in 3 atti, con de Leuven, musica di Louis Clapisson;
- 1856: Les Elfes, balletto fantastico in 3 atti, con Joseph Mazilier, musica di Nicolò Gabrielli;
- 1856: La Rose de Florence, opera in 2 atti, musica di Emanuele Biletta;
- 1856: Le Sylphe, opéra-comique in 2 atti, musica di Louis Clapisson;
- 1857: Euryanthe, opera in 3 atti, libretto di Helmina von Chézy, tradotto da Henri de Saint-Georges e Adolphe de Leuven, musica di Carl Maria von Weber;[4]
- 1857: Margot, opéra-comique in 3 atti, con de Leuven, musica di Louis Clapisson;
- 1858: La Magicienne, opera in 5 atti, musica di Fromental Halévy;
- 1859: La Pagode, opéra-comique in 2 atti, musica di Antoine-François Fauconnier;
- 1860: Pierre de Médicis, opera in 4 atti e 7 quadri, con Émilien Pacini, musica di Joseph Poniatowski;
- 1860: Le papillon, ballet-pantomime in 2 atti e 4 quadri, con Maria Taglioni, musica di Jacques Offenbach;
- 1861: Maître Claude, opéra-comique in 1 atto, con de Leuven, musica di Jules Cohen;
- 1861: Au travers du mur, opéra-comique in 1 atto, musica di Giuseppe Luci Poniatowski;
- 1862: Le Joaillier de Saint-James, opéra-comique in 3 atti, con de Leuven, musica di Albert Grisar;
- 1864: La Fiancée du roi de Garbe, opéra-comique in 3 atti e 6 quadri, con Eugène Scribe, musica di Daniel Auber;
- 1864: La Maschera, ou les Nuits de Venise, ballet-pantomime in 3 atti e 6 quadri, con Giuseppe Rota, musica di Paolo Giorza;
- 1865: L'Aventurier, opéra-comique in 4 atti, musica di Giuseppe Luci Poniatowski;
- 1865: Martha, opera in 4 atti e 6 quadri, musica di Friedrich von Flotow;
- 1866: Zilda, racconto da Le mille e una notte, opéra-comique in 2 atti, con Henri Chivot, musica di Friedrich von Flotow;
- 1867: La Jolie fille de Perth, opera in 4 atti e 5 quadri, con Jules Adenis, musica di Georges Bizet;
- 1870: L'Ombre, opéra-comique in 3 atti, musica di Friedrich von Flotow;
- 1874: Le Florentin, opéra-comique in 3 atti, musica di Charles Lenepveu;
- 1878: Alma l'enchanteresse, opera in 4 atti, adattata per il théâtre des Italiens da Achille de Lauzières, musica di Friedrich von Flotow;.

### Teatro
- 1822: L'Écarté, ou Un coin du salon, tableau-vaudeville in 1 atto, con Eugène Scribe e Mélesville;
- 1823: La Saint-Louis, ou les Deux dîners, vaudeville in 1 atto, con Alexandre Tardif;
- 1823: L'Amour et l'appétit, commedia-vaudeville in 1 atto, con Frédéric de Courcy e Ida Saint-Elme;
- 1824: Monsieur Antoine, ou le N ̊ 2782, vaudeville in 1 atto, con Francis baron d'Allarde e Xavier B. Saintine;
- 1824: Une journée aux Champs-Élysées, tableau in 1 atto e in vaudevilles, con Constant Ménissier e Léon Rabbe;
- 1825: Les Recruteurs, ou la Fille du fermier, pièce in 2 atti, con Antonio Franconi e Pierre Carmouche;
- 1825: Belphégor, ou le Bonnet du diable, vaudeville-féerie in 1 atto, con Achille d'Artois e Jules Vernet;
- 1826: Le Petit monstre et l'escamoteur, folie-parade in 1 atto, con Antoine Simonnin;
- 1826: La Robe et l'uniforme, commedia in 1 atto, con Pierre Carmouche;
- 1826: Le Créancier voyageur, commedia-vaudeville in 1 atto, con Martin Saint-Ange;
- 1827: 1750 et 1827, vaudeville in 2 quadri, con Émile Balisson de Rougemont e Antoine Simonnin;
- 1828: Le Grand Dîner, tableau-vaudeville in 1 atto, con Antoine Simonnin;
- 1828: Le Concert à la campagne, intermezzo in 1 atto, con Léon Halévy;
- 1829: Le Prêteur sur gages, dramma in 3 atti, con Antony Béraud.
- 1832: Folbert, ou le Marie de la cantatrice, commedia in 1 atto, con Léon Halévy;
- 1832: La Prima donna, ou la Sœur de lait, commedia, con Achille d'Artois
- 1833: Tigresse Mort-aux-rats, ou Poison et contre poison, medicina in 4 dosi e in versi, con Henri Dupin;
- 1835: Le Bal des Variétés, folie-vaudeville in 2 atti, con Adolphe de Leuven;
- 1835: Farinelli, ou le Bouffe du Roi, commedia storica in 3 atti, con Auguste Pittaud de Forges;
- 1835: L'Aumônier du régiment, commedia in 1 atto, con de Leuven;
- 1836: Léona, ou le Parisien in Corse, commedia in 2 atti, con de Leuven;
- 1836: Laurette, ou le Cachet rouge, commedia-vaudeville in 1 atto, con de Leuven;
- 1836: Le Jeune Père, commedia-vaudeville in 1 atto, con Achille d'Artois;
- 1837: Riquiqui, commedia in 3 atti, con de Leuven;
- 1838: La Maîtresse de langues, commedia in 1 atto, con de Leuven e Dumanoir;
- 1838: La Suisse à Trianon, commedia in 1 atto, con de Leuven e Louis-Émile Vanderburch;
- 1838: Lady Melvil, ou le Joaillier de Saint-James, commedia in 3 atti, con de Leuven, musica di Albert Grisar;
- 1839: Dagobert, ou la Culotte à l'envers, dramma storico e divertente, in 3 atti e in versi, introdotto da un discorso in versi, con de Leuven e Paulin Deslandes
- 1839: Mademoiselle Nichon, commedia-vaudeville in 1 atto, con de Leuven;
- 1848: Mademoiselle de Choisy, commedia-vaudeville in 2 atti, con Bernard Lopez;
- 1856: L'Espion du grand monde, dramma in 5 atti, con Théodore Anne;
- 1867: Une conférence, scenetta in versi;
- 1869: Mademoiselle la Marquise, commedia in 5 atti, in prosa, con un prologo, con Lockroy;

### Romanzi
- Les Nuits terribles, 1821.
- L'Espion du grand monde (7 tomi in 3 volumi, 1850.
- Un mariage de prince. Le Livre d'heures. L'Auto-da-fé (2 volumi, 1852.
- Les Princes de Maquenoise, 12 volumi, 1860.
- Les Yeux verts, histoire fantastique, 1872.